# بريد وكفر يوسف
قرية بريد وكفريوسف هي إحدى القرى التابعة لمركز سيدي سالم في محافظة كفر الشيخ في جمهورية مصر العربية. حسب إحصاءات سنة 2006، بلغ إجمالي السكان في بريد وكفريوسف 4415 نسمة، منهم 2197 رجل و2218 امرأة.